# Sokolovo (Gabrovo)
Sokolovo es un pueblo en el Municipio de Drianovo, en la Provincia de Gabrovo, en Bulgaria central del norte.